# Safwan Mbaé
Safwan Mbaé (né le 20 avril 1997 à Paris) est un footballeur international comorien évoluant au poste de défenseur pour le GOAL FC ainsi qu'avec la sélection des Comores. Il a aussi la nationalité française.

## Biographie

### Carrière en club
Safwan Mbaé évolue dans les équipes de jeunes de la région parisienne du CA Paris 14 et du Montrouge FC 92 avant de rejoindre l'AS Monaco où il remporte la Coupe Gambardella 2015-2016. Il devient joueur du CD Teruel lors de la saison 2018-2019, terminant la saison au Villanueva FC. Il réintègre l'AS Monaco en 2019, jouant en équipe réserve puis devient joueur du GOAL FC dans l'agglomération lyonnaise en 2020.

### Carrière internationale
Safwan Mbaé est appelé pour la première fois en sélection nationale comorienne pour des matchs de qualification pour la Coupe d'Afrique des nations en mars 2021 ; les Comores y obtiennent leur ticket pour la CAN mais il n'entre pas en jeu. Il honore sa première sélection le 1er septembre 2021 en amical contre les Seychelles, les Comoriens s'imposant sur le score de 7 buts à 1.